# Agata Kowalska-Szubert
Agata Joanna Kowalska-Szubert (ur. 4 lutego 1968, zm. 27 maja 2025) – polska uczona, doktor habilitowany językoznawstwa niderlandzkiego na Uniwersytecie Wrocławskim.

## Życiorys
W 1991 ukończyła filologię germańską ze specjalizacją niderlandystyczną na Uniwersytecie Wrocławskim i zawodowo związała się z Katedrą Filologii Niderlandzkiej. 13 czerwca 1996 na podstawie rozprawy De kool en de geit. Nederlandse vaste verbindingen met een dier- of plantelement obroniła pracę doktorską na Rijksuniversiteit w Lejdzie (Holandia) uzyskała tytuł doktora nauk humanistycznych w zakresie językoznawstwa niderlandzkiego. Habilitację uzyskała 26 października 2016 na Uniwersytecie Palackiego w Ołomuńcu. Od 2016 kierowała Zakładem Językoznawstwa Niderlandzkiego, zastępczyni kierownika ds. dydaktycznych i studenckich w Katedrze Filologii Niderlandzkiej im. Erazma z Rotterdamu. 
Była przewodniczącą Stowarzyszenia Niderlandystów Europy Środkowej Comenius i wiceprzewodniczącą Międzynarodowego Stowarzyszenia Niderlandystów (Internationale Vereniging voor Neerlandistiek).
Od 1993 była tłumaczem przysięgłym języka niderlandzkiego i niemieckiego i praktykujący tłumacz (wszelkie rodzaje tłumaczeń, z uwzględnieniem tłumaczenia słowa żywego, w tym tłumaczenia kabinowego).
Pochowana 7 czerwca 2025 na cmentarzu Osobowickim we Wrocławiu.